# Humbert II. Savojský
Humbert II. Savojský, zvaný Tlustý (1065, Piemont – 14. října 1103) byl v letech 1080 až 1103 savojským hrabětem.

## Život
Narodil se jako syn Amadea II. Savojského a jeho manželky Jany ze Ženevy.
Oženil se s Giselou Burgundskou, dcerou Viléma I. Burgundského, a měl s ní sedm dětí:
- Amadeus III. Savojský
- Vilém Savojský
- Adéla Savojská
- Anežka Savojská
- Humbert Savojský
- Reginald Savojský
- Guy Savojský

Hrabě Humbert II. zemřel 14. října 1103 ve věku asi 38 let.